# Gloydius brevicaudus
Gloydius blomhoffii là một loài rắn trong họ Rắn lục. Loài này được Stejneger mô tả khoa học đầu tiên năm 1907.

## Hình ảnh

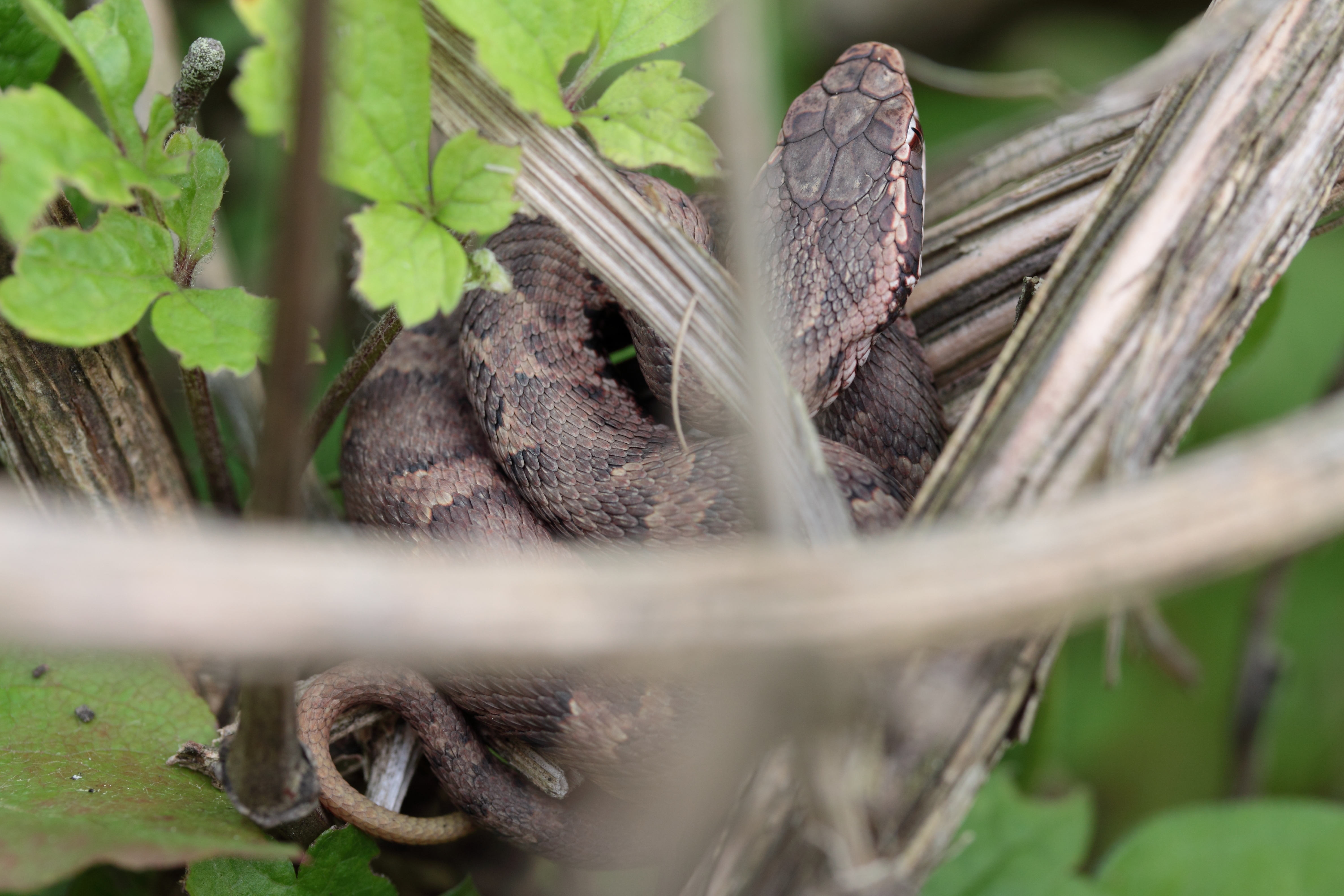
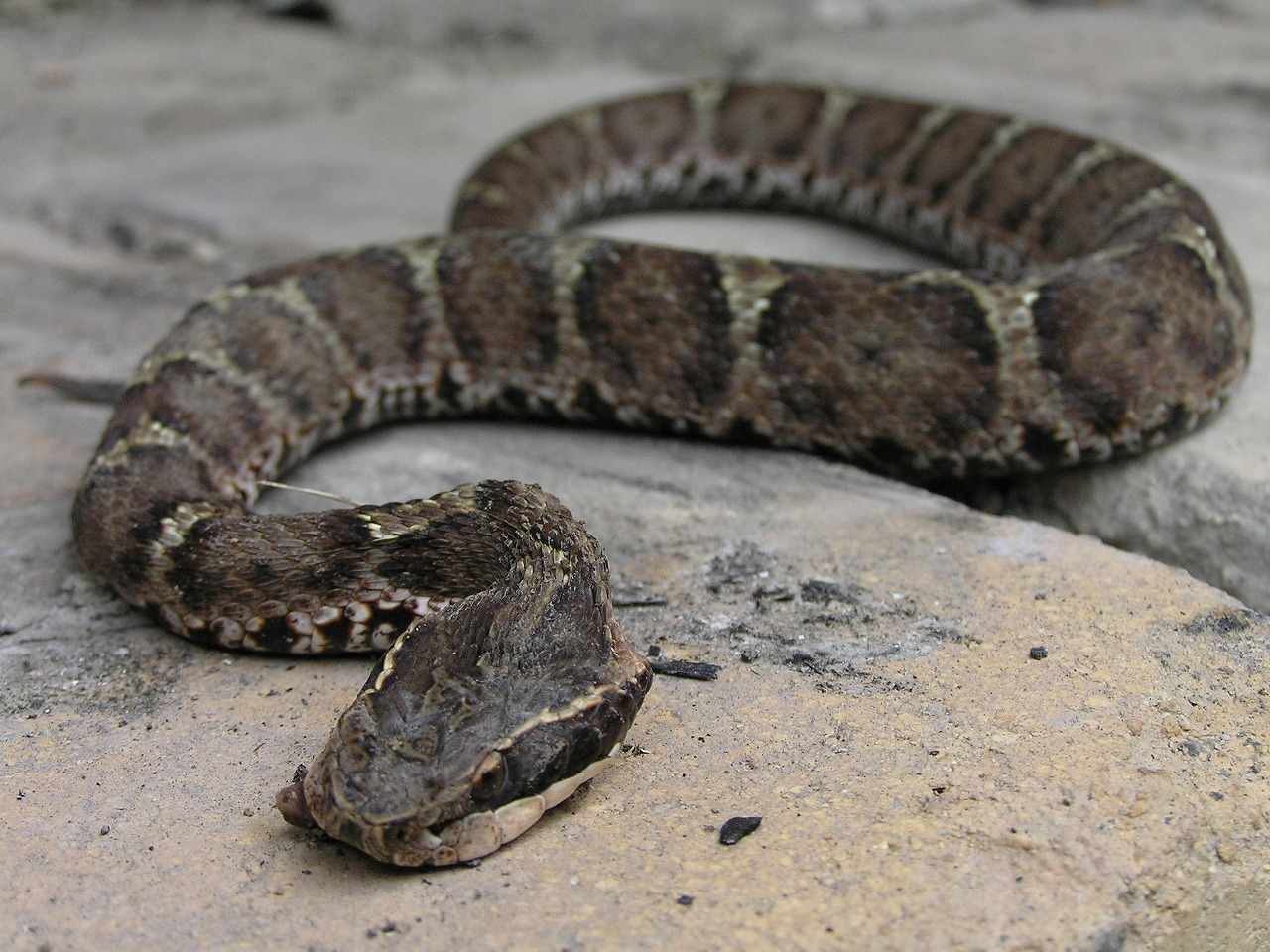
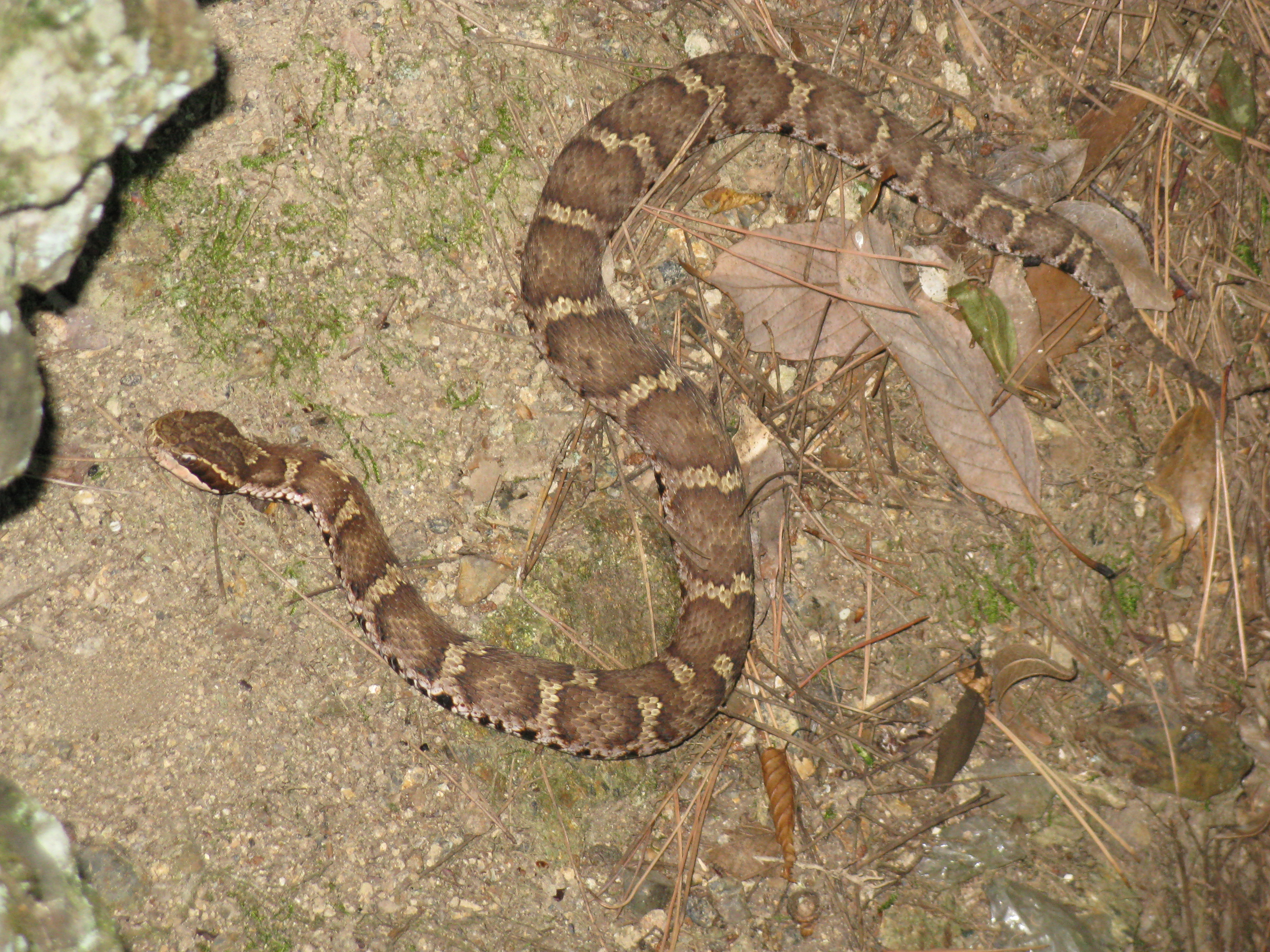
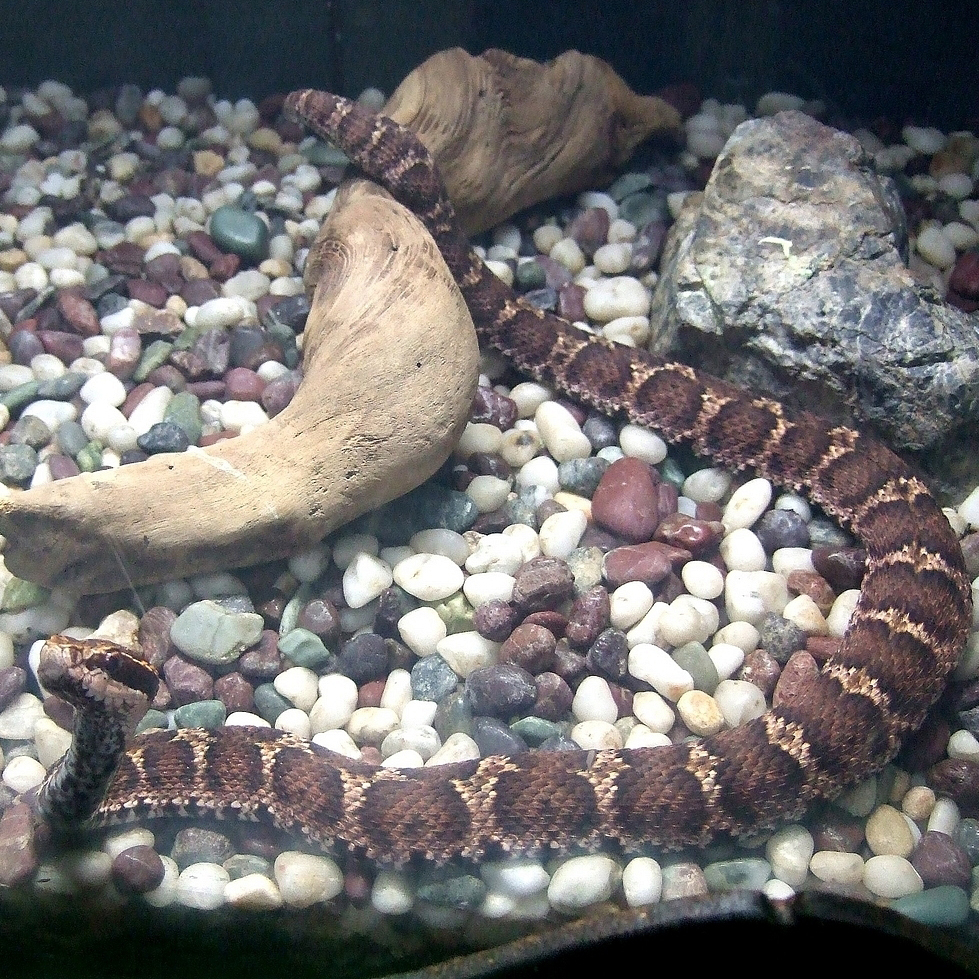